# Acanthurus thompsoni

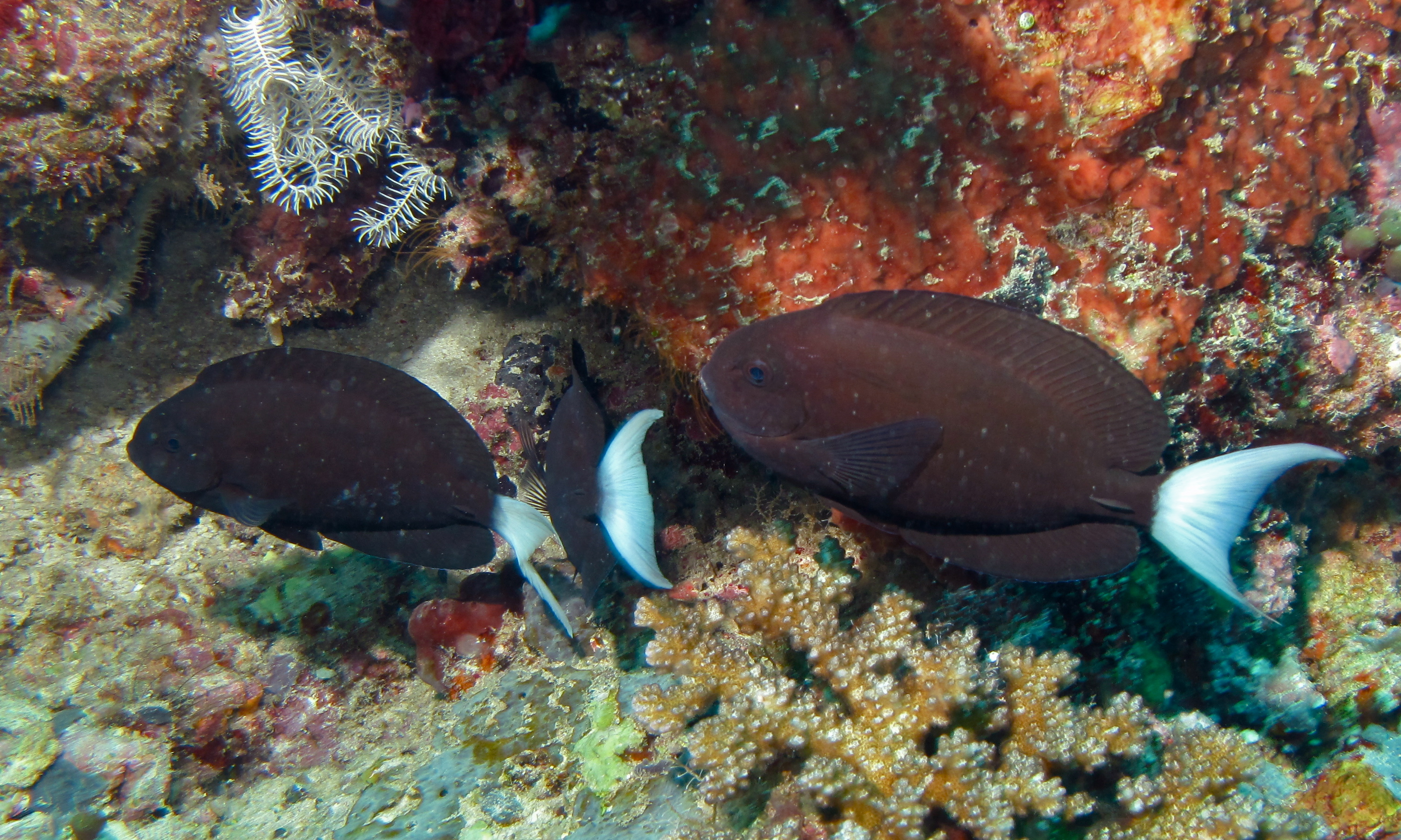
Acanthurus thompsoni en South Point, Sipadan, Sabah, Malasia

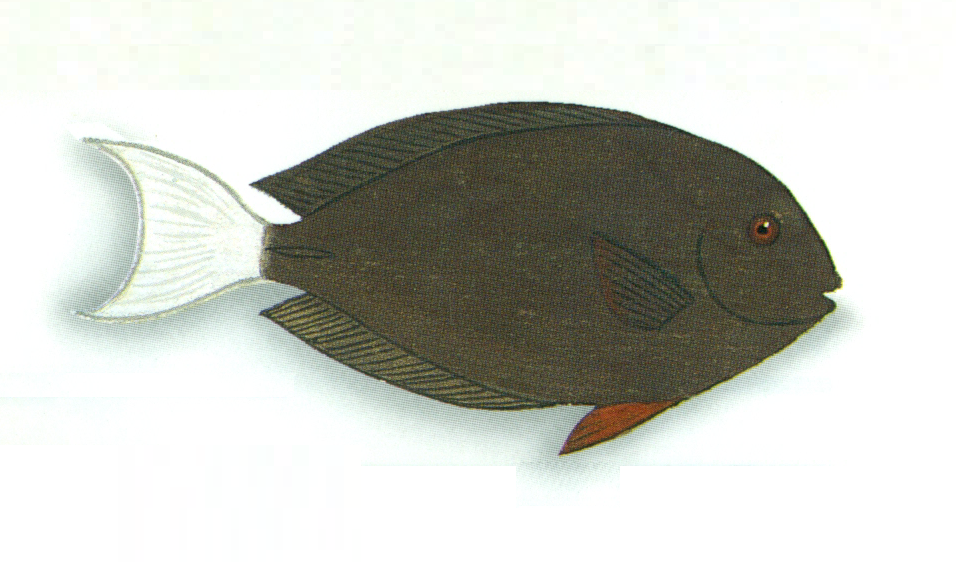
Ilustración de A. thompsoni, de Xavier Romero-Frias, 1991.

El Acanthurus thompsoni es un pez cirujano, de la familia de los Acantúridos. Sus nombres más comunes en inglés son chocolate surgeonfish, o cirujano chocolate, y Thompson's surgeonfish o cirujano de Thompson.
Es una especie común en la mayor parte de las áreas de distribución, y se utiliza como alimento en algunas áreas como Tailandia.

## Morfología
Posee la morfología típica de su familia, cuerpo comprimido lateralmente y ovalado. La boca es pequeña, protráctil y situada en la parte inferior de la cabeza. El hocico es muy corto. El perfil dorsal de la cabeza es suavemente convexo. El margen posterior de la aleta caudal tiene forma de luna menguante.
Tiene 9 espinas y 23-26 radios dorsales; 3 espinas y 23-26 radios anales, 1 espina y 5 radios blandos pélvicos, y 16 o 17 radios pectorales.
Como todos los peces cirujano, de ahí les viene el nombre común, tiene 1 espina extraíble a cada lado de la aleta caudal; se supone que las usan para defenderse de otros peces.

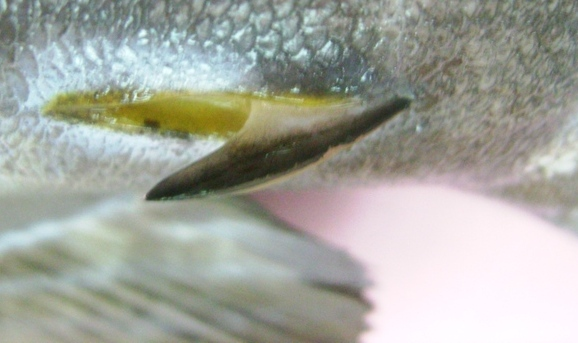
Espina del pedúnculo caudal
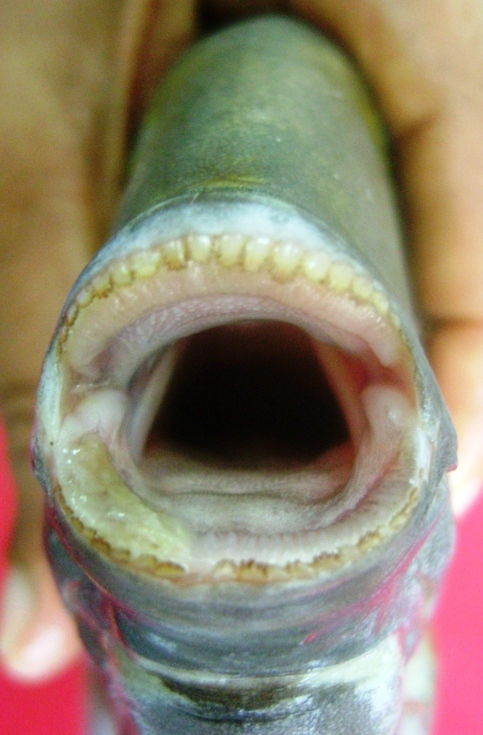
Boca y dientes del emparentado Acanthurus xanthopterus

Su coloración es marrón oliva o chocolate, con un pequeño punto oscuro en la axila de la aleta pectoral. La aleta caudal es totalmente blanca. Las aletas dorsal, anal y pectorales pueden tener un color amarillento. Puede cambiar la coloración del cuerpo y aletas, total y bruscamente, a una tonalidad gris azulada clara.
Alcanza los 27 cm de largo.

## Hábitat y comportamiento
Es una especie bentopelágica. Suele verse en fondos arenosos y coralinos, en laderas y simas de arrecifes exteriores. Ocasionalmente ocurre en "escuelas", normalmente en pareja o solitario.
Su rango de profundidad está entre 4 y 119 metros, normalmente entre 5 y 70 m. Su rango de temperatura conocido es entre  23.74 y 29.28 °C.

## Distribución geográfica
Se distribuye en aguas tropicales del Océano Indo-Pacífico. Es especie nativa de Australia, Bangladés, Birmania, Brunéi Darussalam, Cocos, Comoros, Islas Cook, Filipinas, Fiyi, Guam, Hawái, India (Andaman Is., Nicobar Is.), Indonesia, Japón, isla Johnston, Kenia, Kiribati, Madagascar, Malasia, Maldivas, islas Marianas del Norte, islas Marshall, Mauricio, Mayotte, Micronesia, Mozambique, Nauru, isla Navidad, Nueva Caledonia, Niue, Palaos, Papúa Nueva Guinea, isla Pitcairn, Polinesia, Reunión, Samoa, Samoa Americana, Seychelles, Singapur, islas Salomón, isla Spratly, Sri Lanka, Sudáfrica, Taiwán, Tailandia, Tanzania, Timor-Leste, Tokelau, Tonga, Tuvalu, Vanuatu, Vietnam, isla Wake, Wallis y Futuna, y Yemen.

## Alimentación
Se nutre principalmente de zooplancton, particularmente de formas grandes gelatinosas. Su alimentación incluye huevos y larvas de peces, pequeños crustáceos, hidroides e hidrozoos.

## Reproducción
Son monógamos, ovíparos y de fertilización externa. Para desovar, están sometidos a la periodicidad del ciclo lunar. No cuidan a sus crías. Las larvas pelágicas, llamadas Acronurus, evolucionan a juveniles cuando alcanzan los 6 cm aproximadamente. 

## Mantenimiento
Requiere mantener una buena cantidad de roca viva entre la decoración del acuario, con suficientes escondrijos.
Al igual que el resto de especies de cirujanos, son muy sensibles a determinadas enfermedades relacionadas con la piel. Es recomendable la utilización de esterilizadores ultravioleta para la eliminación de las plagas patógenas. 
Acepta tanto artemia y mysis congelados, como alimentos disecados. 